# 3328 Interposita
3328 Interposita è un asteroide della fascia principale. Scoperto nel 1985, presenta un'orbita caratterizzata da un semiasse maggiore pari a 3,0194567 UA e da un'eccentricità di 0,1042961, inclinata di 11,46129° rispetto all'eclittica.